# Warszawskie Spotkania Komiksowe
Warszawskie Spotkania Komiksowe – coroczny jednodniowy konwent komiksowy, odbywający się na wiosnę w Warszawie w latach 2001–2009.
W jego trakcie odbywają się spotkania z twórcami i wydawcami komiksu, mają miejsce prelekcje i dyskusje. Imprezą towarzyszącą jest giełda i kiermasz wydawniczy, na którym ma miejsce wiele premier.
Miejsce imprezy nie jest stałe, odbywała się już w Kinie Grunwald, Kinie Ochota oraz w Centrum Kultury Łowicka. W roku 2009 WSK zostały zorganizowane w centrum Warszawy (kino-teatr Palladium), jedyny raz trwały 2 dni i zgromadziły około 2 tys. sympatyków komiksów.
Był uważany za drugą, obok Międzynarodowego Festiwalu Komiksu w Łodzi, najważniejszą imprezę komiksową w Polsce.
W 2010 roku festiwal nie odbył się. Organizatorzy nie udzielili informacji na temat dalszych losów imprezy. W naturalny sposób imprezę zastąpił Festiwal Komiksowa Warszawa.